# بخش تیرپ
بخش تیرپ (به سوئدی: Tierps kommun) یک ناحیه شهری در سوئد است که در شهرستان اوپسالا واقع شده‌است.